# Moalboal
Moalboal é um município de  quarta classe de renda municipal (d) na província Cebu, nas Filipinas. De acordo com o censo de 1 de maio  de  2020 possui uma população de 36 930 pessoas e 8 582 domicílios.